# Gare de Compiègne
Gare de Compiègne vasútállomás Franciaországban, Compiègne településen.

## Vasútvonalak
Az állomást az alábbi vasútvonalak érintik:
- Creil–Jeumont-vasútvonal
- Rochy-Condé–Soissons-vasútvonal

## Kapcsolódó állomások
A vasútállomáshoz az alábbi állomások vannak a legközelebb:
- Paris Gare du Nord
- Gare de Longueil-Annel
- Gare de Remy
- Gare de Pont-Sainte-Maxence
- Gare de Noyon